# ماثيو لوبيز (كاتب)
ماثيو لوبيز (بالإنجليزية: Matthew Lopez)‏ هو كاتب أمريكي، ولد في 1977 في بنما سيتي في الولايات المتحدة.

## روابط خارجية
- ماثيو لوبيز على موقع IMDb (الإنجليزية)
- ماثيو لوبيز على موقع قاعدة بيانات الفيلم (الإنجليزية)